# No Jive
No Jive è il diciottesimo album in studio del gruppo rock scozzese Nazareth, pubblicato nel 1991.
Il disco segna il ritorno in formazione di Billy Rankin al posto di Manny Charlton.

## Tracce
1. Hire and Fire – 5:10
2. Do You Wanna Play House – 5:01
3. Right Between the Eyes – 3:06
4. Every Time It Rains – 4:14
5. Keeping Our Love Alive – 3:18
6. Thinkin' Man's Nightmare – 4:01
7. Cover Your Heart – 4:32
8. Lap of Luxury – 3:55
9. The Rowan Tree/Tell Me That You Love Me – 4:39
10. Cry Wolf – 4:25

## Formazione
- Dan McCafferty - voce
- Billy Rankin - chitarre
- Pete Agnew - basso
- Darrell Sweet - batteria, percussioni